# Ивановка (Чернобаевский район)
Ивановка (укр. Іванівка) — посёлок в Чернобаевском районе Черкасской области Украины.
Занимает площадь 4 км². Почтовый индекс — 19910. Телефонный код — 4739.

## Население
В 1862 году на владельческом хуторе Ивановка было 20 дворов где проживало 130 человек (60 мужского и 70 женского пола.
Население по переписи 2001 года составляло 109 человек.

### Языковой состав
Родной язык населения по данным переписи 2001 года:
| Язык       | Численность, чел. | Доля     |
| ---------- | ----------------- | -------- |
| Украинский | 106               | 97,25 %  |
| Русский    | 2                 | 1,83 %   |
| Другое     | 1                 | 0,92 %   |
| Итого      | 109               | 100,00 % |

## Местный совет
19910, Черкасская обл., Чернобаевский р-н, с. Красеновка, ул. И. Поддубного, 84

## История
Хутор был приписан к Святодуховской церкви в Богодуховке.
Есть на карте 1812 года как Степной.